# Asktrast
Asktrast (Turdus ardosiaceus) är en fågelart i familjen trastar inom ordningen tättingar.

## Utbredning och systematik
Fågeln delas in i två underarter med följande utbredning:
- Turdus plumbeus ardosiaceus – Hispaniola, Puerto Rico, Île de la Gonâve och Île de la Tortue
- Turdus plumbeus albiventris – Dominica (Små Antillerna)

Den kategoriserades tidigare som underart till Turdus plumbeus, men urskiljs sedan 2016 som egen art av Birdlife International och IUCN, sedan 2025 av nya gememsamma världslistan AviList.

## Status
Den kategoriseras av IUCN som livskraftig.